# Othon Ier de Bavière (1117-1183)
Pour les articles homonymes, voir Otton III.
 (mars 2020).
Si vous disposez d'ouvrages ou d'articles de référence ou si vous connaissez des sites web de qualité traitant du thème abordé ici, merci de compléter l'article en donnant les références utiles à sa vérifiabilité et en les liant à la section « Notes et références ».
Othon III de Bavière dit Le Grand, né vers 1117 et mort le 11 juillet 1183 à Pfullendorf, est un prince de la maison de Wittelsbach, fils du comte Othon IV de Scheyern. Il fut comte palatin de 1156 puis duc de Bavière de 1180 jusqu'à sa mort, le premier souverain de la dynastie régnant le pays jusqu'en 1918.

## Biographie
Membre de la dynastie des Wittelsbach, Othon est le fils d'Othon IV de Scheyern (mort en 1156), comte palatin de Bavière, et de son épouse Heilika, fille de Frédéric III de Pettendorf. Il succède à son père dans la charge de comte palatin en 1156. Un proche allié de l'empereur Frédéric Barberousse, il avait pris la cluse de Vérone l'année précédente pour permettre la retraite de l'empereur vers la Germanie. Lors de la Diète de Besançon en octobre et novembre 1157, il se scandalisait de l'intervention du chancelier de l'Église Rolando Bandinelli.
Après la destitution de Henri le Lion en 1180, Othon de Wittelsbach fut inféodé avec le duché de Bavière par l'empereur Frédéric au château d'Altenbourg. 

## Mariage et descendance
Othon III épousa en 1157 Agnès, fille de Louis Ier, comte de Looz et d'Agnès de Metz. 
De cette union naîtront :
- Otton VI (mort en 1178) ;
- Ulrich III ;
- Sophie de Bavière (morte en 1238), mariée avec le landgrave Hermann Ier de Thuringe en 1196 ;
- Louis Ier de Bavière ;
- Agnès de Bavière (morte en 1200), mariée avec le comte Henri Ier von Plain en 1177 ;
- Richardis de Bavière (morte en 1231), mariée avec le comte Otton Ier de Gueldre en 1185 ;
- Élisabeth de Bavière (morte en 1190), mariée avec le comte Berthold III von Vohbrug ;
- Mathilde de Bavière, mariée avec le comte Ratport II von Ortenburg ;
- Heilika de Bavière, mariée avec le comte Adalbert von Dillingen, puis avec le comte Thierry III d'Halgraf à partir de 1165.

Les rois de Bavière, les ducs en Bavière, Élisabeth de Wittelsbach, mais aussi les actuels princes de Bavière sont les descendants directs d'Otton III de Bavière.
Il est enterré à l'abbaye de Scheyern.